# کومانیتسا
کومانیتسا (به صربی: Kumanica) یک روستا در صربستان است که در ایوانئیتسا واقع شده‌است.
 کومانیتسا ۲۳٫۱۳ کیلومتر مربع مساحت و ۱۹۲ نفر جمعیت دارد.